# Rahling
Rahling és un municipi francès, situat al departament del Mosel·la i a la regió del Gran Est. L'any 2007 tenia 833 habitants.

## Demografia

### Població
El 2007 la població de fet de Rahling era de 833 persones. Hi havia 302 famílies, de les quals 64 eren unipersonals (28 homes vivint sols i 36 dones vivint soles), 75 parelles sense fills, 135 parelles amb fills i 28 famílies monoparentals amb fills.
La població ha evolucionat segons el següent gràfic:
Habitants censats

### Habitatges
El 2007 hi havia 329 habitatges, 307 eren l'habitatge principal de la família, 2 eren segones residències i 20 estaven desocupats. 296 eren cases i 33 eren apartaments. Dels 307 habitatges principals, 254 estaven ocupats pels seus propietaris, 33 estaven llogats i ocupats pels llogaters i 20 estaven cedits a títol gratuït; 10 tenien dues cambres, 29 en tenien tres, 46 en tenien quatre i 222 en tenien cinc o més. 265 habitatges disposaven pel capbaix d'una plaça de pàrquing. A 109 habitatges hi havia un automòbil i a 161 n'hi havia dos o més.

### Piràmide de població
La piràmide de població per edats i sexe el 2009 era:
| Homes | Edats   | Dones |
| ----- | ------- | ----- |
| 0     | 95 o +  | 0     |
| 0     | 90 a 94 | 0     |
| 12    | 85 a 89 | 4     |
| 8     | 80 a 84 | 8     |
| 4     | 75 a 79 | 16    |
| 4     | 70 a 74 | 20    |
| 16    | 65 a 69 | 32    |
| 32    | 60 a 64 | 12    |
| 28    | 55 a 59 | 20    |
| 32    | 50 a 54 | 40    |
| 28    | 45 a 49 | 20    |
| 16    | 40 a 44 | 20    |
| 36    | 35 a 39 | 28    |
| 28    | 30 a 34 | 40    |
| 28    | 25 a 29 | 12    |
| 32    | 20 a 24 | 24    |
| 20    | 15 a 19 | 32    |
| 32    | 10 a 14 | 32    |
| 28    | 5 a 9   | 24    |
| 4     | 0 a 4   | 16    |

## Economia
El 2007 la població en edat de treballar era de 541 persones, 385 eren actives i 156 eren inactives. De les 385 persones actives 353 estaven ocupades (207 homes i 146 dones) i 33 estaven aturades (13 homes i 20 dones). De les 156 persones inactives 46 estaven jubilades, 44 estaven estudiant i 66 estaven classificades com a «altres inactius».

### Ingressos
El 2009 a Rahling hi havia 308 unitats fiscals que integraven 839 persones, la mediana anual d'ingressos fiscals per persona era de 17.460 €.

### Activitats econòmiques
Dels 16 establiments que hi havia el 2007, 1 era d'una empresa extractiva, 1 d'una empresa alimentària, 1 d'una empresa de construcció, 3 d'empreses de comerç i reparació d'automòbils, 1 d'una empresa de transport, 1 d'una empresa d'hostatgeria i restauració, 2 d'empreses financeres, 4 d'empreses de serveis i 2 d'empreses classificades com a «altres activitats de serveis».
Dels 4 establiments de servei als particulars que hi havia el 2009, 1 era una oficina bancària, 2 perruqueries i 1 restaurant.
Dels 2 establiments comercials que hi havia el 2009, 1 era una botiga de menys de 120 m² i 1 una fleca.
L'any 2000 a Rahling hi havia 32 explotacions agrícoles que ocupaven un total de 1.566 hectàrees.

## Equipaments sanitaris i escolars
El 2009 hi havia 1 escola maternal i 1 escola elemental.

## Poblacions més properes
El següent diagrama mostra les poblacions més properes.